# Kurzbahneuropameisterschaften 2017
| Kurzbahneuropameisterschaften 2017 | Kurzbahneuropameisterschaften 2017 |
| ---------------------------------- | ---------------------------------- |
| Veranstaltungsort                  | Kopenhagen                         |
| Teilnehmende Nationen              |                                    |
| Teilnehmende Athleten              |                                    |
| Entscheidungen                     | 40                                 |
| Eröffnung                          | 13. Dezember 2017                  |
| Abschluss                          | 17. Dezember 2017                  |

| Medaillenspiegel | Medaillenspiegel       | Medaillenspiegel | Medaillenspiegel | Medaillenspiegel | Medaillenspiegel |
| Platz            | Land                   | G                | S                | B                | Gesamt           |
| ---------------- | ---------------------- | ---------------- | ---------------- | ---------------- | ---------------- |
| 01               | Russland               | 9                | 5                | 4                | 18               |
| 02               | Ungarn                 | 8                | 3                | 2                | 13               |
| 03               | Italien                | 5                | 7                | 5                | 17               |
| 04               | Niederlande            | 5                | 3                | 3                | 11               |
| 05               | Deutschland            | 3                | 3                | 1                | 7                |
| 05               | Schweden               | 3                | 3                | 1                | 7                |
| 07               | Litauen                | 3                | 0                | 1                | 4                |
| 08               | Frankreich             | 1                | 2                | 5                | 8                |
| 09               | Ukraine                | 1                | 2                | 0                | 3                |
| 10               | Vereinigtes Königreich | 1                | 1                | 4                | 6                |
| 11               | Spanien                | 1                | 0                | 1                | 2                |
| 12               | Dänemark               | 0                | 3                | 4                | 7                |
| 13               | Polen                  | 0                | 2                | 1                | 3                |
| 14               | Finnland               | 0                | 2                | 0                | 2                |
| 14               | Griechenland           | 0                | 2                | 0                | 2                |
| 16               | Belgien                | 0                | 1                | 1                | 2                |
| 16               | Belarus                | 0                | 1                | 1                | 2                |
| 18               | Norwegen               | 0                | 0                | 4                | 4                |
| 19               | Liechtenstein          | 0                | 0                | 1                | 1                |
| 19               | Rumänien               | 0                | 0                | 1                | 1                |
| 19               | Serbien                | 0                | 0                | 1                | 1                |
| Gesamt           | Gesamt                 | 40               | 40               | 41               | 120              |

Die Kurzbahneuropameisterschaften 2017 im Schwimmen fanden vom 13. bis 17. Dezember 2017 in der dänischen Hauptstadt Kopenhagen statt.
Die Meisterschaften für 2017 wurden vom europäischen Schwimmverband LEN organisiert. Der Austragungsort war die Royal Arena, die Anfang Februar 2017 eröffnet wurde. Die Kurzbahn-EM war die erste große Sportveranstaltung in der neuen Arena und bot ca. 12.500 Zuschauern Platz.

## Bewerbungsprozess
Dänemark, das damit nach den Kurzbahneuropameisterschaften 2013 (dänisch : EM (Europamesterskabet) på kortbane 2013) in der Herninger Jyske Bank Boxen zum zweiten Mal Kurzbahneuropameisterschaften ausrichtet, setzte sich bei der Bewerbung um den Austragungsort für die Kurzbahn-EM 2017 gegen Konkurrenten aus Polen und Italien durch. Die dänische Bewerbung war von den Organisationen Dansk Svømmeunion, Sport Event Denmark und Wonderful Copenhagen ausgearbeitet worden. Am 9. Oktober 2015 wurde die Entscheidung für Kopenhagen vom LEN-Präsidenten Paolo Barelli bekannt gegeben.

## Maskottchen
Offizielle Präsentation des EM-Maskottchen war im Dezember 2016, als in der fast fertiggestellten Multifunktionshalle Royal Arena in Kopenhagen die Meerjungfrau „Dana“ vorgestellt wurde. Das Wikingerhelm-tragende Maskottchen entstand im Rahmen eines dänischen Wettbewerbs und symbolisiert die Schwimmsportler und -vereine aus Dänemark.

## Ergebnisse Männer

### Freistil

#### 50 m Freistil
Finale am 15. Dezember 2017
| Platz | Land                   | Athlet           | Zeit  |
| ----- | ---------------------- | ---------------- | ----- |
| 1     | Russland               | Wladimir Morosow | 20,31 |
| 2     | Vereinigtes Königreich | Benjamin Proud   | 20,66 |
| 3     | Italien                | Luca Dotto       | 20,78 |

#### 100 m Freistil
Finale am 17. Dezember 2017
| Platz | Land                   | Athlet         | Zeit  |
| ----- | ---------------------- | -------------- | ----- |
| 1     | Italien                | Luca Dotto     | 46,11 |
| 2     | Niederlande            | Pieter Timmers | 46,54 |
| 3     | Vereinigtes Königreich | Duncan Scott   | 46,64 |

#### 200 m Freistil
Finale am 14. Dezember 2017
| Platz | Land                   | Athlet             | Zeit    |
| ----- | ---------------------- | ------------------ | ------- |
| 1     | Litauen                | Danas Rapšys       | 1:40,85 |
| 2     | Russland               | Alexander Krasnich | 1:42,22 |
| 3     | Vereinigtes Königreich | Duncan Scott       | 1:43,07 |

#### 400 m Freistil
Finale am 13. Dezember 2017
| Platz | Land     | Athlet              | Zeit    |
| ----- | -------- | ------------------- | ------- |
| 1     | Russland | Alexander Krasnich  | 3:35,51 |
| 2     | Ungarn   | Péter Bernek        | 3:37,14 |
| 3     | Norwegen | Henrik Christiansen | 3:38,63 |

#### 1500 m Freistil
Finale am 15. Dezember 2017
| Platz | Land     | Athlet               | Zeit     |
| ----- | -------- | -------------------- | -------- |
| 1     | Ukraine  | Mychajlo Romantschuk | 14:14,59 |
| 2     | Italien  | Gregorio Paltrinieri | 14:22,93 |
| 3     | Norwegen | Henrik Christiansen  | 14:25,66 |

### Schmetterling

#### 50 m Schmetterling
Finale am 16. Dezember 2017
| Platz | Land                   | Athlet           | Zeit  |
| ----- | ---------------------- | ---------------- | ----- |
| 1     | Russland               | Alexander Popkow | 22,42 |
| 2     | Ukraine                | Andrij Howorow   | 22,43 |
| 3     | Serbien                | Sebastian Sabo   | 22,44 |
| 3     | Vereinigtes Königreich | Benjamin Proud   | 22,44 |

#### 100 m Schmetterling
Finale am 14. Dezember 2017
| Platz | Land        | Athlet         | Zeit  |
| ----- | ----------- | -------------- | ----- |
| 1     | Italien     | Matteo Rivolta | 49,93 |
| 2     | Italien     | Piero Codia    | 49,96 |
| 3     | Deutschland | Marius Kusch   | 50,01 |

#### 200 m Schmetterling
Finale am 17. Dezember 2017
| Platz | Land         | Athlet              | Zeit    |
| ----- | ------------ | ------------------- | ------- |
| 1     | Italien      | Aleksander Karlanow | 1:50,54 |
| 2     | Griechenland | Andreas Vazaios     | 1:51,23 |
| 3     | Ungarn       | Tamas Kenderesi     | 1:52,25 |

### Rücken

#### 50 m Rücken
Finale am 17. Dezember 2017
| Platz | Land       | Athlet             | Zeit  |
| ----- | ---------- | ------------------ | ----- |
| 1     | Italien    | Simone Sabbioni    | 23,05 |
| 2     | Russland   | Kliment Kolesnikow | 23,07 |
| 3     | Frankreich | Jérémy Stravius    | 23,12 |

#### 100 m Rücken
Finale am 15. Dezember 2017
| Platz | Land     | Athlet             | Zeit  |
| ----- | -------- | ------------------ | ----- |
| 1     | Russland | Kliment Kolesnikow | 48,99 |
| 2     | Italien  | Simone Sabbioni    | 49,68 |
| 3     | Rumänien | Robert Glință      | 49,99 |

#### 200 m Rücken
Finale am 13. Dezember 2017
| Platz | Land     | Athlet             | Zeit    |
| ----- | -------- | ------------------ | ------- |
| 1     | Russland | Kliment Kolesnikow | 1:48,02 |
| 2     | Polen    | Radosław Kawęcki   | 1:48,46 |
| 3     | Litauen  | Danas Rapšys       | 1:49,06 |

### Brust

#### 50 m Brust
Finale am 13. Dezember 2017
| Platz | Land                   | Athlet         | Zeit       |
| ----- | ---------------------- | -------------- | ---------- |
| 1     | Italien                | Fabio Scozzoli | 25,62 (ER) |
| 2     | Russland               | Kirill Prigoda | 25,68      |
| 3     | Vereinigtes Königreich | Adam Peaty     | 25,70      |

#### 100 m Brust
Finale am 16. Dezember 2017
| Platz | Land                   | Athlet         | Zeit       |
| ----- | ---------------------- | -------------- | ---------- |
| 1     | Vereinigtes Königreich | Adam Peaty     | 55,94 (ER) |
| 2     | Italien                | Fabio Scozzoli | 56,15      |
| 3     | Russland               | Kirill Prigoda | 56,28      |

#### 200 m Brust
Finale am 14. Dezember 2017
| Platz | Land        | Athlet          | Zeit    |
| ----- | ----------- | --------------- | ------- |
| 1     | Russland    | Kirill Prigoda  | 2:01,11 |
| 2     | Deutschland | Marco Koch      | 2:01,52 |
| 3     | Russland    | Michail Dorinow | 2:01,85 |

### Lagen

#### 100 m Lagen
Finale am 17. Dezember 2017
| Platz | Land        | Athlet          | Zeit  |
| ----- | ----------- | --------------- | ----- |
| 1     | Italien     | Marco Orsi      | 51,76 |
| 2     | Russland    | Sergei Fessikow | 51,94 |
| 3     | Niederlande | Kyle Stolk      | 51,99 |

#### 200 m Lagen
Finale am 15. Dezember 2017
| Platz | Land         | Athlet              | Zeit    |
| ----- | ------------ | ------------------- | ------- |
| 1     | Deutschland  | Philip Heintz       | 1:52,41 |
| 2     | Griechenland | Andreas Vazaios     | 1:53,27 |
| 3     | Norwegen     | Tomoe Zenimoto Hvas | 1:54,16 |

#### 400 m Lagen
Finale am 14. Dezember 2017
| Platz | Land        | Athlet         | Zeit    |
| ----- | ----------- | -------------- | ------- |
| 1     | Ungarn      | Péter Bernek   | 3:59,47 |
| 2     | Deutschland | Philip Heintz  | 4:03,16 |
| 3     | Ungarn      | Gergely Gyurta | 4:03,36 |

### Staffeln

#### 4 × 50 m Freistil
Finale am 13. Dezember 2017
| Platz | Land     | Athleten                                                                            | Zeit    |
| ----- | -------- | ----------------------------------------------------------------------------------- | ------- |
| 1     | Russland | - Kliment Kolesnikow - Wladimir Morosow - Sergei Fessikow - Michail Wekowischtschew | 1:23,23 |
| 2     | Italien  | - Luca Dotto - Lorenzo Zazzeri - Alessandro Miressi - Marco Orsi                    | 1:23,67 |
| 3     | Polen    | - Paweł Juraszek - Filip Wypych - Jakub Ksiazek - Konrad Czerniak                   | 1:24,44 |

#### 4 × 50 m Lagen
Finale am 17. Dezember 2017
| Platz | Land     | Athleten                                                                    | Zeit         |
| ----- | -------- | --------------------------------------------------------------------------- | ------------ |
| 1     | Russland | - Kliment Kolesnikow - Kirill Prigoda - Alexander Popkow - Wladimir Morosow | 1:30,44 (WR) |
| 2     | Italien  | - Simone Sabbioni - Fabio Scozzoli - Piero Codia - Luca Dotto               | 1:31,91      |
| 3     | Belarus  | - Pawel Sankowitsch - Ilja Schymanowitsch - Jauhen Zurkin - Anton Latkin    | 1:32,06      |

## Ergebnisse Frauen

### Freistil

#### 50 m Freistil
Finale am 17. Dezember 2017
| Platz | Land        | Athlet              | Zeit  |
| ----- | ----------- | ------------------- | ----- |
| 1     | Schweden    | Sarah Sjöström      | 23,30 |
| 2     | Niederlande | Ranomi Kromowidjojo | 23,31 |
| 3     | Dänemark    | Pernille Blume      | 23,49 |

#### 100 m Freistil
Finale am 15. Dezember 2017
| Platz | Land        | Athlet              | Zeit  |
| ----- | ----------- | ------------------- | ----- |
| 1     | Niederlande | Ranomi Kromowidjojo | 50,95 |
| 2     | Schweden    | Sarah Sjöström      | 51,03 |
| 3     | Dänemark    | Pernille Blume      | 51,63 |

#### 200 m Freistil
Finale am 16. Dezember 2017
| Platz | Land        | Athlet               | Zeit    |
| ----- | ----------- | -------------------- | ------- |
| 1     | Frankreich  | Charlotte Bonnet     | 1:52,19 |
| 2     | Niederlande | Femke Heemskerk      | 1:53,41 |
| 3     | Russland    | Weronika Andrussenko | 1:53,75 |

#### 400 m Freistil
Finale am 17. Dezember 2017
| Platz | Land          | Athlet         | Zeit    |
| ----- | ------------- | -------------- | ------- |
| 1     | Ungarn        | Boglárka Kapás | 3:58,15 |
| 2     | Deutschland   | Sarah Köhler   | 3:59,12 |
| 3     | Liechtenstein | Julia Hassler  | 4:02,43 |

#### 800 m Freistil
Finale am 14. Dezember 2017
| Platz | Land        | Athlet            | Zeit    |
| ----- | ----------- | ----------------- | ------- |
| 1     | Deutschland | Sarah Köhler      | 8:10,65 |
| 2     | Ungarn      | Boglárka Kapás    | 8:11,13 |
| 3     | Italien     | Simona Quadarella | 8:16,53 |

### Schmetterling

#### 50 m Schmetterling
Finale am 14. Dezember 2017
| Platz | Land        | Athlet              | Zeit  |
| ----- | ----------- | ------------------- | ----- |
| 1     | Niederlande | Ranomi Kromowidjojo | 24,78 |
| 2     | Dänemark    | Emilie Beckmann     | 25,16 |
| 3     | Niederlande | Maaike de Waard     | 25,46 |

#### 100 m Schmetterling
Finale am 17. Dezember 2017
| Platz | Land       | Athlet          | Zeit  |
| ----- | ---------- | --------------- | ----- |
| 1     | Schweden   | Sarah Sjöström  | 55,00 |
| 2     | Frankreich | Marie Wattel    | 55,97 |
| 3     | Dänemark   | Emilie Beckmann | 56,22 |

#### 200 m Schmetterling
Finale am 15. Dezember 2017
| Platz | Land        | Athlet           | Zeit    |
| ----- | ----------- | ---------------- | ------- |
| 1     | Deutschland | Franziska Hentke | 2:03,92 |
| 2     | Italien     | Ilaria Bianchi   | 2:04,22 |
| 3     | Frankreich  | Lara Grangeon    | 2:04,31 |

### Rücken

#### 50 m Rücken
Finale am 16. Dezember 2017
| Platz | Land        | Athlet          | Zeit  |
| ----- | ----------- | --------------- | ----- |
| 1     | Ungarn      | Katinka Hosszú  | 25,95 |
| 2     | Polen       | Alicja Tchórz   | 26,09 |
| 3     | Niederlande | Maaike de Waard | 26,40 |

#### 100 m Rücken
Finale am 14. Dezember 2017
| Platz | Land        | Athlet          | Zeit  |
| ----- | ----------- | --------------- | ----- |
| 1     | Ungarn      | Katinka Hosszú  | 55,66 |
| 2     | Niederlande | Kira Toussaint  | 56,21 |
| 3     | Russland    | Marija Kamenewa | 57,01 |

#### 200 m Rücken
Finale am 15. Dezember 2017
| Platz | Land    | Athlet              | Zeit    |
| ----- | ------- | ------------------- | ------- |
| 1     | Ungarn  | Katinka Hosszú      | 2:01,59 |
| 2     | Ukraine | Daryna Sewina       | 2:02,27 |
| 3     | Italien | Margherita Panziera | 2:02,43 |

### Brust

#### 50 m Brust
Finale am 13. Dezember 2017
| Platz | Land     | Athlet          | Zeit  |
| ----- | -------- | --------------- | ----- |
| 1     | Litauen  | Rūta Meilutytė  | 29,36 |
| 2     | Finnland | Jenna Laukkanen | 29,54 |
| 3     | Schweden | Sophie Hansson  | 29,77 |

#### 100 m Brust
Finale am 16. Dezember 2017
| Platz | Land     | Athlet               | Zeit    |
| ----- | -------- | -------------------- | ------- |
| 1     | Litauen  | Rūta Meilutytė       | 1:03,79 |
| 2     | Finnland | Jenna Laukkanen      | 1:04,25 |
| 3     | Spanien  | Jessica Vall Montero | 1:04,80 |

#### 200 m Brust
Finale am 17. Dezember 2017
| Platz | Land     | Athlet                | Zeit    |
| ----- | -------- | --------------------- | ------- |
| 1     | Spanien  | Jessica Vall Montero  | 2:18,41 |
| 2     | Dänemark | Rikke Møller Pedersen | 2:19,53 |
| 3     | Belgien  | Fanny Lecluyse        | 2:19,68 |

### Lagen

#### 100 m Lagen
Finale am 15. Dezember 2017
| Platz | Land     | Athlet          | Zeit  |
| ----- | -------- | --------------- | ----- |
| 1     | Ungarn   | Katinka Hosszú  | 56,97 |
| 2     | Schweden | Sarah Sjöström  | 57,92 |
| 3     | Norwegen | Susann Bjørnsen | 59,26 |

#### 200 m Lagen
Finale am 16. Dezember 2017
| Platz | Land    | Athlet           | Zeit    |
| ----- | ------- | ---------------- | ------- |
| 1     | Ungarn  | Katinka Hosszú   | 2:04,43 |
| 2     | Ungarn  | Evelyn Verrasztó | 2:08,09 |
| 3     | Italien | Ilaria Cusinato  | 2:07,19 |

#### 400 m Lagen
Finale am 13. Dezember 2017
| Platz | Land       | Athlet           | Zeit    |
| ----- | ---------- | ---------------- | ------- |
| 1     | Ungarn     | Katinka Hosszú   | 4:24,78 |
| 2     | Frankreich | Lara Grangeon    | 4:28,77 |
| 3     | Frankreich | Fantine Lesaffre | 4:30,68 |

### Staffeln

#### 4 × 50 m Freistil
Finale am 15. Dezember 2017
| Platz | Land        | Athleten                                                                        | Zeit         |
| ----- | ----------- | ------------------------------------------------------------------------------- | ------------ |
| 1     | Niederlande | - Ranomi Kromowidjojo - Femke Heemskerk - Tamara van Vliet - Valerie van Roon   | 1:33,91 (WR) |
| 2     | Schweden    | - Michelle Coleman - Sarah Sjöström - Louise Hansson - Nathalie Lindborg        | 1:35,92      |
| 3     | Dänemark    | - Emilie Beckmann - Mie Østergaard Nielsen - Julie Kepp Jensen - Pernille Blume | 1:36,02      |

#### 4 × 50 m Lagen
Finale am 17. Dezember 2017
| Platz | Land       | Athleten                                                                       | Zeit    |
| ----- | ---------- | ------------------------------------------------------------------------------ | ------- |
| 1     | Schweden   | - Hanna Rosvall - Sophie Hansson - Sarah Sjöström - Michelle Coleman           | 1:44,43 |
| 2     | Dänemark   | - Julie Kepp Jensen - Rikke Møller Pedersen - Emilie Beckmann - Pernille Blume | 1:45,00 |
| 3     | Frankreich | - Mathilde Cini - Charlotte Bonnet - Mélanie Henique - Marie Wattel            | 1:45,35 |

## Ergebnisse Gemischte Staffeln

### 4 × 50 m Freistil
Finale am 16. Dezember 2017
| Platz | Land        | Athleten                                                                       | Zeit         |
| ----- | ----------- | ------------------------------------------------------------------------------ | ------------ |
| 1     | Niederlande | - Nyls Korstanje - Kyle Stolk - Ranomi Kromowidjojo - Femke Heemskerk          | 1:28,39 (WR) |
| 2     | Russland    | - Wladimir Morosow - Sergej Fessikow - Marija Kamenewa - Rosalija Nasretdinowa | 1:28,53      |
| 3     | Italien     | - Luca Dotto - Marco Orsi - Federica Pellegrini - Erika Ferraioli              | 1:29,38      |

### 4 × 50 m Lagen
Finale am 14. Dezember 2017
| Platz | Land        | Athleten                                                                            | Zeit    |
| ----- | ----------- | ----------------------------------------------------------------------------------- | ------- |
| 1     | Niederlande | - Kira Toussaint - Arno Kamminga - Joeri Verlinden - Ranomi Kromowidjojo            | 1:37,71 |
| 2     | Belarus     | - Pawel Sankowitsch - Ilja Schymanowitsch - Anastassija Schkurdaj - Julija Chitraja | 1:37,74 |
| 3     | Frankreich  | - Jérémy Stravius - Théo Bussiere - Mélanie Henique - Charlotte Bonnet              | 1:37,75 |